# Patrick Sinkewitz
Patrik Sinkewitz (Fulda, 20 de octubre de 1980) es un ciclista alemán que fue profesional desde 2001 hasta 2014.

## Biografía

### Ciclismo amateur
Comenzó su carrera amateur con el Quick Step-Innergetic (conocido en el momento como Mapei-Quick Step TT3).

### Debut profesional
Debutó como profesional en 2003, al subir del filial al primer equipo, el Quick Step-Davitamon (renombrado así tras la marcha de Mapei). Ese mismo año fue segundo en el Campeonato de Alemania en ruta, ganando así la medalla de plata de subcampeón y acompañando en el podio a Erik Zabel (ganador) y Fabian Wegmann (tercero).
En 2004 ganó la general de la Vuelta a Alemania, carrera en la que también obtuvo la victoria en la 9.ª etapa. Sinkewitz redondeó su año al imponerse en la Japan Cup al final de la temporada.
En 2005 fue 59.º en el Tour de Francia.

### Progresión en el T-Mobile
Para 2006 fichó por el T-Mobile alemán, de categoría Protour.

#### 2006: buenos puestos en primavera

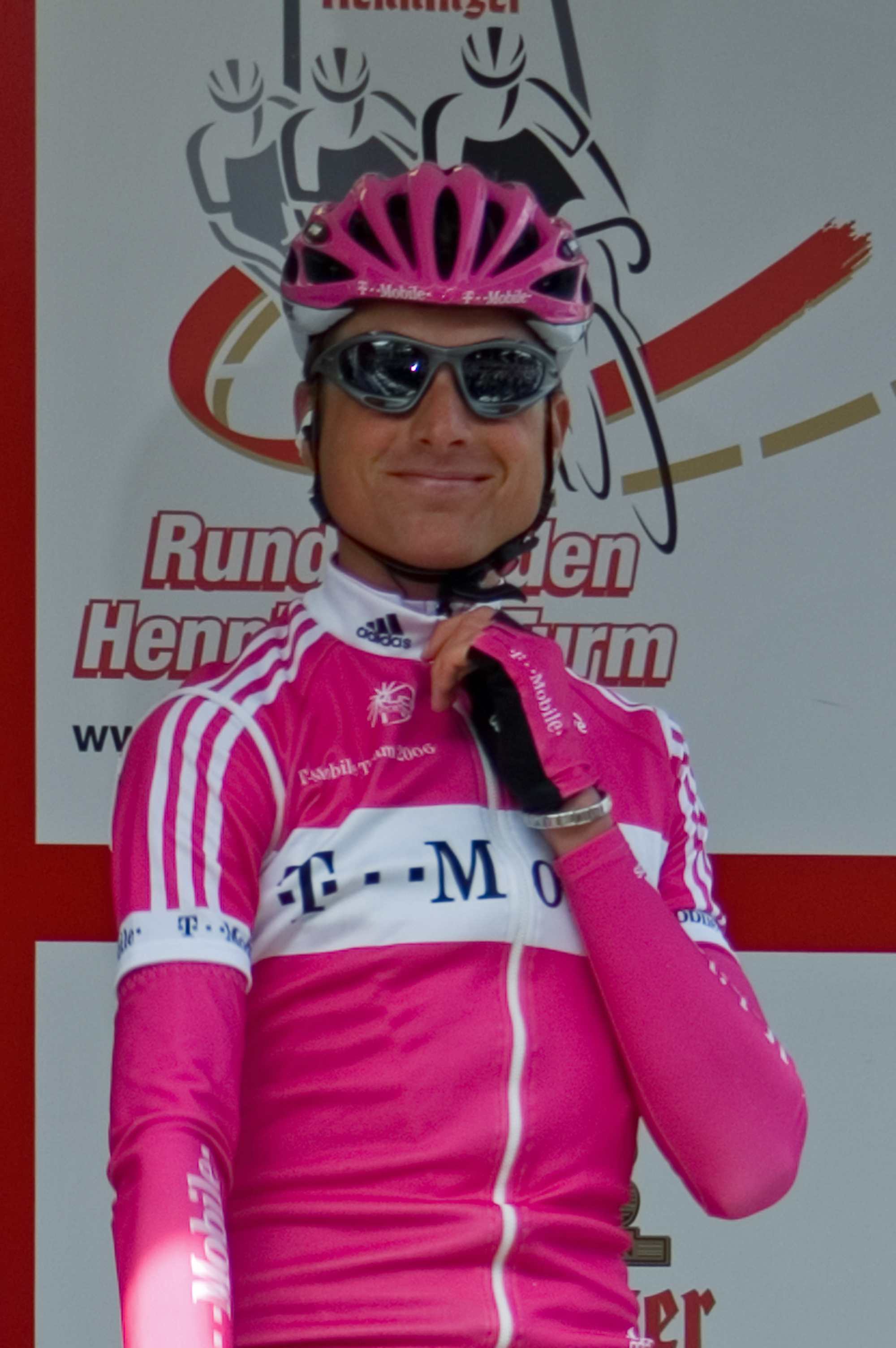
Sinkewitz, con el maillot del T-Mobile en 2006.

Tras ser 41.º en la París-Niza, mejoró notablemente para ser 4.º en la Vuelta al País Vasco, donde entró en dos etapas entre los cinco primeros. Posteriormente encadenó tres buenos puestos en las tres clásicas disputadas en el transcurso de una semana en las Árdenas: 5.º en la Amstel Gold Race, 5.º en la Flecha Valona y 4.º en la Lieja-Bastogne-Lieja. 
Sinkewitz fue inscrito por su equipo para el Tour de Francia, donde se esperaba que ejerciera de gregario de Jan Ullrich, jefe de filas y uno de los favoritos para ganar el maillot amarillo tras la retirada de Lance Armstrong. Sin embargo, Ullrich no participó en el Tour al descubrirse en el marco de la Operación Puerto que era cliente de la red de dopaje desarticulada por la Guardia Civil, que tenía al doctor Eufemiano Fuentes como cabecilla. Sinkewitz, que ayudó a su líder Andreas Klöden a ser segundo en la general y subir así al podio de París, fue 23.º en la general tras lograr buenos puestos en varias etapas.
Sinkewitz acudió como jefe de filas de su equipo a la Vuelta a Alemania en su país, donde no pudo repetir la victoria lograda dos años antes.
Con estos resultados, obtuvo 90 puntos en la clasificación individual del UCI ProTour.

#### 2007: positivo por testosterona
En 2007 ganó el GP de Frankfurt, y posteriormente fue segundo (medalla de plata) en el Campeonato de Alemania en ruta.
En el Tour de Francia, abandonó al iniciar la 9.ª etapa, después de chocar con un espectador el día anterior, en Tignes. 
El 18 de julio se supo que Sinkewitz había dado positivo por testosterona en un control andidopaje de la UCI realizado el 8 de junio, durante sus entrenamientos de cara al Tour por los Pirineos junto a algunos compañeros de equipo. Como consecuencia fue suspendido temporalmente por el T-Mobile. 
El 31 de julio fue despedido por su equipo después de que se negara a someterse al contraanálisis (análisis de la muestra B).

### La confesión

#### Uso propio
Sinkewitz admitió haber usado Testogel, una aplicación en pomada de testosterona, así como EPO y transfusiones de sangre, convirtiéndose en uno de los pocos ciclistas que han confesado dopaje. 

#### T-Mobile y Caso Friburgo
Sinkewitz colaboró asimismo con la Justicia alemana (concretamente, en el comité disciplinario de la Federación Alemana de Ciclismo) en sus investigaciones sobre el dopaje sistemático en el equipo T-Mobile y sus conexiones con algunos médicos de la clínica universitaria de la Universidad de Friburgo, convirtiéndose en el principal testigo de una investigación conocida como el Caso Friburgo.
Según Sinkewitz, las prácticas de dopaje sistemático en el equipo T-Mobile terminaron tras el Tour de Francia 2006 (de donde habían sido excluidos sus compañeros Jan Ullrich y Óscar Sevilla, implicados en la Operación Puerto).

#### Dopaje desde amateur

##### Mundial CRI sub-23
En una entrevista al diario alemán Süddeutsche Zeitung, Sinkewitz dijo que su experiencia con el dopaje se remontaba a su época amateur, con 20 años. En dicha entrevista dijo que el motivo de que no tomara la salida en el Mundial de CRI sub-23 en 2000 de Plouay fue que había superado la tasa máxima permitida de hematocrito (50%).

##### Mapei promesas, dopaje sistemático
Sinkewitz dijo que en el equipo amateur de promesas del Mapei, el Mapei TT3 dirigido por Joxean Fernández "Matxín" (en el que estuvo en 2001-2002), el dopaje era sistemático. 
En 2003 el ciclista alemán pasó al primer equipo (renombrado Quick Step tras el cambio de patrocinador). Precisamente, uno de sus compañeros en aquel equipo, Paolo Bettini, le habría facilitado los geles de testosterona por los que dio positivo, aunque posteriormente Sinkewitz negó este extremo.

#### Interés en EPO y transfusiones
Sinkewitz afirmó que fue él mismo quien se interesó por la utilización de la EPO para mejorar su rendimiento (que admitió haber utilizado desde 2003 hasta 2006), puesto que no era un secreto que la EPO te hace más rápido.
Asimismo, dijo haber sido él quien preguntó a los médicos en noviembre de 2005 sobre la posibilidad de utilizar transfusiones sanguíneas para mejorar su rendimiento, a lo que le respondieron que era posible.

#### Sanción atenuada de un año
En honor a su colaboración con la justicia, el fiscal indicó que le era rebajada la sanción habitual por dopaje (dos años) a la mitad, por lo que tras un año de suspensión podría volver a la competición el 17 de julio de 2008).

### Regreso tras sanción
En 2009 anunció su vuelta al pelotón internacional después de cumplir su sanción, fichando por el equipo checo PSK Whirlpool-Author, de categoría Continental.

### Nuevo positivo y sanción
El 27 de febrero de 2011, en el Gran Premio de Lugano volvió a dar positivo debido a la presencia de la hormona de crecimiento recombinante en su organismo (recGH). Patrick recurrió ante el TAS y este organismo dictó el 19 de junio de 2012 que absolvía a Sinkewitz de cualquier violación de las reglas antidopaje.
La federación alemana recurrió a su vez esta sentencia alegando que las muestras de sangre del atleta revelaron la presencia de recGH. Sobre esa base, ha llegado a la conclusión de que el 27 de febrero de 2011, Sinkewitz cometió una violación de las reglas antidopaje. Como Patrick ya cometió una primera violación de las reglas antidopaje en junio de 2007 (testosterona), se le puso una sanción de ocho años y una sanción económica de 38.500 euros.

## Palmarés
| 2000 - Tour de Thuringe 2002 - Gran Premio de Winterthur 2003 - 2.º en el Campeonato de Alemania en Ruta 2004 - Vuelta a Alemania más 1 etapa - Japan Cup 2006 - 1 etapa en el Tour de Hesse | 2007 - Gran Premio de Fráncfort - 2.º en el Campeonato de Alemania en Ruta 2009 - 1 etapa de la Vuelta a Portugal - Sachsen-Tour, más 1 etapa 2010 - Giro de la Romagna 2013 - 1 etapa del Istrian Spring Trophy - Semana Lombarda, más 2 etapas |

## Resultados en Grandes Vueltas y Campeonatos del Mundo
| Carrera         | Carrera         | 2001 | 2002 | 2003 | 2004 | 2005 | 2006  | 2007 | 2008 | 2009 | 2010 | 2011 | 2012 | 2013 |
| --------------- | --------------- | ---- | ---- | ---- | ---- | ---- | ----- | ---- | ---- | ---- | ---- | ---- | ---- | ---- |
|                 | Giro de Italia  | —    | —    | —    | —    | —    | —     | —    | —    | —    | —    | —    | —    | —    |
|                 | Tour de Francia | —    | —    | —    | —    | 59.º | 22.º  | Ab.  | —    | —    | —    | —    | —    | —    |
|                 | Vuelta a España | —    | —    | 73.º | Ab.  | —    | —     | —    | —    | —    | —    | —    | —    | —    |
| Mundial en Ruta | Mundial en Ruta | —    | —    | 16.º | —    | —    | 106.º | —    | —    | —    | —    | —    | —    | —    |

—: no participa
Ab.: abandono

## Equipos
- Mapei (2001-2002)
- Quick Step-Innergetic (2003-2005)
- T-Mobile (2006-2007)
- PSK Whirlpool-Author (2009)
- ISD-Neri (2010)[6]
- Farnese Vini-Neri Sottoli (2011)
- Meridiana-Kamen Team (2012[7] -2014)